# Episodi di Girls (prima stagione)
La prima stagione della serie televisiva Girls è stata trasmessa sul canale HBO dal 15 aprile al 17 giugno 2012.
In Italia è andata in onda su MTV dal 10 ottobre al 12 dicembre 2012.
| nº | Titolo originale                           | Titolo italiano         | Prima TV USA   | Prima TV Italia  |
| -- | ------------------------------------------ | ----------------------- | -------------- | ---------------- |
| 1  | Pilot                                      | Hannah e le altre       | 15 aprile 2012 | 10 ottobre 2012  |
| 2  | Vagina Panic                               | Vagine nel panico       | 22 aprile 2012 | 17 ottobre 2012  |
| 3  | All Adventurous Women Do                   | Donne avventurose       | 29 aprile 2012 | 24 ottobre 2012  |
| 4  | Hannah's Diary                             | Il diario di Hannah     | 6 maggio 2012  | 31 ottobre 2012  |
| 5  | Hard Being Easy                            | Difficile essere facile | 13 maggio 2012 | 7 novembre 2012  |
| 6  | The Return                                 | Ritorno a casa          | 20 maggio 2012 | 14 novembre 2012 |
| 7  | Welcome to Bushwick a.k.a. The Crackcident | Una festa imperdibile   | 27 maggio 2012 | 21 novembre 2012 |
| 8  | Weirdos Need Girlfriends Too               | Rapporti in prova       | 3 giugno 2012  | 28 novembre 2012 |
| 9  | Leave Me Alone                             | Qualcosa è cambiato     | 10 giugno 2012 | 5 dicembre 2012  |
| 10 | She Did                                    | Il party segreto        | 17 giugno 2012 | 12 dicembre 2012 |

## Hannah e le altre
- Titolo originale: Pilot
- Diretto da: Lena Dunham
- Scritto da: Lena Dunham

### Trama
Hannah è una ragazza poco più che ventenne, aspirante scrittrice, che dopo aver finito il college si barcamena in uno stage non pagato a New York, nella speranza di realizzare il suo sogno. Improvvisamente, i genitori la convocano e le dicono che hanno deciso di tagliarle i fondi: dal momento che Hannah è laureata da più di due anni, è giunto il momento che la ragazza cominci a cercare di realizzare la sua indipendenza economica. Hannah rimane spiazzata: completamente in crisi, la ragazza tenta di strappare un contratto al suo capo, ottenendo solo di perdere anche il posto da stagista e di rimanere disoccupata. La ragazza si rifugia in Adam, un amico con il quale ha frequenti incontri sessuali, e nella coinquilina Marnie, ragazza apparentemente realizzata ma profondamente insoddisfatta della propria relazione con il fidanzato storico Charlie. Hannah, Marnie e Charlie si conoscono dai tempi del college e hanno sviluppato una profonda amicizia. Nel mentre, un'altra compagna di studi, Jessa, rientra a New York dopo due anni in Francia e vari problemi con droga e alcol, trasferendosi a vivere dalla cugina Shoshanna. Marnie decide di organizzare una festa di bentornato per Jessa, ma tutti, compresa la festeggiata, si presentano in estremo ritardo. Dopo aver bevuto un infuso all'oppio, Hannah invade la camera d'albergo dei genitori, protestando per la situazione e collassando sul loro letto; Jessa, invece, confessa a Marnie di essere incinta.

## Vagine nel panico
- Titolo originale: Vagina Panic
- Diretto da: Lena Dunham
- Scritto da: Lena Dunham

### Trama
La gravidanza di Jessa mette in allarme le amiche: la ragazza ha già deciso di abortire e fissa un appuntamento in una clinica, chiedendo alle altre di accompagnarla. Poche ore prima, tuttavia, Jessa esplode e si sfoga con Hannah, confessando di voler avere dei figli un giorno, ma che al momento non si sente ancora pronta. Mentre Marnie, Hannah e Shoshanna la attendono in clinica, Jessa non si presenta, rifugiandosi in un bar a bere e a flirtare con uno sconosciuto. Proprio mentre i due avviano un rapporto sessuale, Jessa si rende conto di sanguinare e scopre con sollievo che la sua gravidanza era un falso allarme. L'ipocondriaca Hannah decide di fare un test per le malattie veneree: nonostante con Adam abbia sempre avuto rapporti protetti, la ragazza è terrorizzata che ci possa essere stata una qualsiasi forma di contagio. La ragazza sostiene anche un colloquio di lavoro: dopo aver iniziato bene, Hannah si lascia andare a scherzi e battute, e per un'uscita parecchio infelice sullo stupro viene rimandata a casa senza essere presa in considerazione. Marnie si rende conto di non essere più innamorata di Charlie e il rapporto tra i due diventa estremamente teso; Shoshanna confessa a Marnie di essere ancora vergine a 22 anni e di sentirsi per questo profondamente diversa dalle altre.

## Donne avventurose
- Titolo originale: All Adventurous Women Do
- Diretto da: Lena Dunham
- Scritto da: Lena Dunham

### Trama
Inaspettatamente, ad Hannah viene diagnosticato il papilloma virus: a contagiare la ragazza potrebbero essere stati sia Adam sia Elijah, il suo ragazzo del college. Adam si arrabbia moltissimo e sostiene di aver fatto delle analisi la settimana precedente, risultando negativo. A quel punto, Hannah si decide a incontrare Elijah dopo tanto tempo, raccontando alle amiche che, nonostante sia stato lui a lasciarla, crede che fra di loro ci potrebbe ancora essere qualcosa. I due si incontrano in un bar e Hannah viene drammaticamente smentita: Elijah in realtà è gay e sta con un uomo. La ragazza rimane talmente sconvolta che i due litigano violentemente; Elijah arriva a dire ad Hannah che si è sentito attratto da lei solo a causa del suo aspetto poco femminile. Alla ragazza non rimane che tornare mestamente a casa e rifugiarsi nell'affetto di Marnie. Jessa comincia a lavorare come babysitter per due bambine: immediatamente sviluppa una connessione con il padre delle due, arrivando a parlare per ore e a fumare uno spinello con lui. Marnie partecipa a un elegante evento della galleria d'arte in cui lavora: la ragazza viene così introdotta a Booth Jonathan, un artista che flirta a parole con lei promettendole un'incredibile notte di sessualità ma lasciandola poi a bocca asciutta a causa della sua relazione con Charlie. Marnie si rende conto di desiderarlo e di non poter più reggere tutti i rapporti sessuali senza orgasmo con il fidanzato. Shoshanna confessa anche ad Hannah di essere vergine, definendolo come "il suo bagaglio più grande".

## Il diario di Hannah
- Titolo originale: Hannah's Diary
- Diretto da: Richard Shepard
- Scritto da: Lena Dunham

### Trama
Hannah riesce finalmente a trovare un lavoro in uno studio legale: tutto sembra filare a gonfie vele finché non si rende conto che Rich, il suo capo, le mette continuamente le mani addosso. Parlando con le altre impiegate, Hannah scopre che Rich si comporta così con tutte, in cambio di un'estrema flessibilità nel gestire gli orari e il rapporto lavorativo: di conseguenza, la ragazza decide di chiudere un occhio e tenersi l'impiego, cercando di non fare caso alle libertà che il suo capo si concede. Adam invia ad Hannah un'originale foto del suo pene, specificando subito dopo di essersi sbagliato e che la foto non era per lei: le ragazze le suggeriscono di lasciarlo immediatamente, dal momento che nel rapporto l'amica viene continuamente umiliata. Hannah si reca quindi da Adam e gli rovescia addosso tutto il proprio disagio, ma i due si baciano e finiscono con un nuovo rapporto sessuale. Shoshanna esce con Matt, un ragazzo conosciuto in campeggio, e riesce quasi ad avere un rapporto con lui: purtroppo, quando si rende conto che la ragazza è vergine, Matt decide di non andare avanti, non volendo che lei gli si affezioni troppo. Jessa perde di vista le due bambine di cui si prende cura, ma Jeff, il padre, si dimostra molto comprensivo. Charlie e il suo migliore amico Ray si trovano in casa di Marnie e Hannah da soli per la prima volta: frugando nelle camere, Ray trova il diario di Hannah e lo legge. I due presto scoprono un pezzo riguardante Charlie, Marnie e la loro relazione sull'orlo del fallimento: il ragazzo decide di declamare le pagine di Hannah durante un concerto, lasciando Marnie sotto gli occhi attoniti delle quattro ragazze.

## Difficile essere facile
- Titolo originale: Hard Being Easy
- Diretto da: Jesse Peretz
- Scritto da: Lena Dunham

### Trama
Marnie supplica Charlie di perdonarla, ma il ragazzo è deciso nel continuare sulla propria strada: la ragazza va quindi a trovarlo, nella speranza di convincerlo a cambiare idea e non lasciarla. I due parlano a lungo e sembrano aver trovato un punto di equilibrio da cui ricominciare la propria relazione; tuttavia, nel bel mezzo di un rapporto sessuale, Marnie si fa prendere dal panico e fa dietrofront, lasciando definitivamente Charlie. Hannah comincia a trovare irritanti le palpate di Rich e decide di denunciarlo; su consiglio/istigazione di Jessa, la ragazza decide di sedurlo e concedersi a lui, in modo da avere elementi ancora più forti per la sua causa contro il capo. Rich, però, non ha nessuna intenzione di andare oltre il contatto fisico con Hannah: quando scopre che il capo non vuole avere un rapporto completo con lei, la ragazza umiliata decide di licenziarsi. Adam si mostra estremamente freddo nei confronti di Hannah e non sembra avere interesse in una loro possibile relazione. Jessa incontra una sua vecchia fiamma, appena rientrata a New York, da cui era stata lasciata: la ragazza si veste in maniera provocante, lo porta a casa e consuma con lui un veloce rapporto sessuale, davanti agli occhi sbigottiti della povera Shoshanna, ancora presente nella stanza. Al termine, Jessa caccia via il ragazzo, solo per mostrargli quanto ella si sia sentita usata in passato.

## Ritorno a casa
- Titolo originale: The Return
- Diretto da: Lena Dunham
- Scritto da: Lena Dunham & Judd Apatow

### Trama
Con l'occasione del trentesimo anniversario di matrimonio dei genitori, Hannah torna a casa in Michigan per un weekend. Il ritorno a casa è tanto destabilizzante quanto pieno di novità; nel paese, Hannah ritrova Heather, un'amica, che le racconta che una loro vecchia compagna di scuola, Keri, è scomparsa e che proprio quella sera si tiene un evento per ricordarla e aiutare i suoi genitori. Dopo aver incontrato Eric, il figlio del farmacista, chiaramente interessato a lei, Hannah decide di non andare alla cena con i suoi genitori e di farsi invece accompagnare alla festa dal suo nuovo amico, pensando di meritarsi finalmente un po' di dolcezza dopo le turbolenze del rapporto con Adam. I due finiscono la serata con un rapporto sessuale, ma la ragazza scopre bruscamente che Eric ama farlo in maniera molto più tradizionale di Adam. A fine serata, soddisfatta ma un po' turbata, Hannah rientra a casa, ma trova una brutta sorpresa: mentre i genitori festeggiavano i trent'anni di matrimonio facendo la doccia insieme, il padre è scivolato e ha un brutto stiramento alla schiena. Hannah e la madre lo rimettono faticosamente a letto; Loreen si offre poi di ricominciare a pagare le spese della figlia, senza sapere che è di nuovo disoccupata, ma la ragazza, forse per orgoglio, rifiuta. Prima di andare a dormire, Hannah telefona ad Adam e gli racconta di Eric, riflettendo su come sarebbe stata diversa la propria vita se fosse rimasta in Michigan e ponendosi la domanda, destinata a rimanere senza risposta, su cosa esattamente la leghi a New York.

## Una festa imperdibile
- Titolo originale: Welcome to Bushwick a.k.a. The Crackcident
- Diretto da: Jody Lee Lipes
- Scritto da: Lena Dunhan & Jenni Konner

### Trama
Hannah, Marnie e Jessa partecipano ad un rave party in un magazzino di Brooklyn. Nella festa sfrenata, le tre amiche incontrano Shoshanna, che si unisce al gruppo sollevata della loro presenza, Charlie, Ray e perfino Adam. I rapporti tra Charlie e Marnie, ancora tesi, peggiorano ulteriormente quando la ragazza scopre che lui ha già un'altra fidanzata; il ragazzo si è infatti presentato in compagnia di Audrey, bella, avventurosa e apparentemente molto innamorata. In preda alla gelosia, Marnie non fa che parlare di se stessa, rovinando praticamente la serata a chi le sta accanto. In coda per il bagno, Jessa recupera una Shoshanna completamente sballata, scoprendo che per sbaglio la cugina ha fumato del crack: proprio in quel momento, alla festa si presenta Jeff, che aveva tentato di raggiungere la ragazza lasciando a casa la moglie. Jessa affida dunque Shoshanna a Ray, occupandosi della situazione: dopo aver ballato con lui, respinge le avances di Jeff, appena accennate in un primo momento e più decise dopo essere rimasto ferito in una rissa. In ospedale, Jeff chiede a Jessa di andare a letto con lui, ma la ragazza ancora una volta rifiuta, non volendo distruggere la famiglia; appare tuttavia chiaro, però, che Jessa non potrà tenere l'impiego da babysitter. Ray si trova a dover inseguire una Shoshanna in fuga e senza più la gonna, riuscendo però a raggiungerla e tranquillizzarla. Hannah si rende conto che Adam è in compagnia di alcune amiche: parlando con loro, viene a sapere che Adam fa parte degli Alcolisti Anonimi, avendo avuto dei problemi in passato. La ragazza si rende conto di non sapere quasi niente della vita di Adam; quando lo affronta, il ragazzo le rinfaccia di essere talmente concentrata su se stessa da dimenticarsi dell'esistenza di altri. In un'esplosione, Adam chiede ad Hannah se vuole che diventi il suo ragazzo e che comincino a vedersi in maniera esclusiva. Di ritorno in taxi, seduta tra Adam e Marnie, Hannah si apre in un gran sorriso.

## Rapporti in prova
- Titolo originale: Weirdos Need Girlfriends Too
- Diretto da: Jody Lee Lipes
- Scritto da: Lena Dunham & Dan Sterling

### Trama
Hannah e Adam hanno iniziato ad uscire insieme ufficialmente: i due trascorrono gran parte del tempo assieme e la ragazza tenta di convertire il turbolento fidanzato ad uno stile di vita più sano. Ciononostante, la relazione pare andare a gonfie vele: i due si sostengono a vicenda e, fatta eccezione per qualche stranezza, sembrano combinare bene i propri bizzarri stili di vita. Le cose non vanno altrettanto bene per Jessa e Marnie: mentre la prima è rimasta senza lavoro, la seconda è ancora sconvolta dalla fine della relazione con Charlie. Le due ragazze, che prima erano state unite dalla comune amicizia con Hannah ma non avevano mai avuto tempo per approfondire il loro rapporto, si trovano così ad uscire insieme, scoprendosi inaspettatamente spiriti affini. Durante la serata, Marnie e Jessa vengono avvicinate da un ricco banchiere di nome Thomas-John: mentre Marnie sembra gradire le avances un po' impacciate dell'uomo, Jessa si dimostra molto insofferente. Le amiche seguono quindi Thomas-John nel suo appartamento, dove, complice la situazione e un bicchiere di vino, iniziano a baciarsi. Quando Thomas-John, però, prova ad intrufolarsi tra le amiche, sperando in un rapporto a tre, Marnie lo respinge bruscamente, macchiando un costoso tappeto e scappando velocemente con Jessa, lasciando l'uomo arrabbiato e a bocca asciutta.

## Qualcosa è cambiato
- Titolo originale: Leave Me Alone
- Diretto da: Richard Shepard
- Scritto da: Lena Dunham & Bruce Eric Kaplan

### Trama
Spinta dalla necessità di pagare le bollette e di risarcire Marnie per tutto il denaro prestatole, Hannah accetta un lavoro al caffè Grumpy's, diventando così collega di Ray. La ragazza, in compagnia di Marnie, partecipa all'evento di promozione per "Leave Me Alone", il libro di memorie scritto dall'ex compagna di college Tally. Nonostante la poca stima reciproca, Hannah cerca di comportarsi bene con Tally, complimentandosi per il suo libro nonostante ella non lo ritenga ben scritto; al contrario, Tally rinfaccia alla collega di essere riuscita a pubblicare un libro prima di lei. Ferita e vulnerabile, Hannah si imbatte in Powell Goldman, suo antico professore all'Oberlin per il quale aveva una cotta; l'uomo le risolleva il morale elogiando i suoi scritti e invitandola a leggerli al suo circolo di scrittura. Dopo aver tentennato a lungo, Hannah decide di rinunciare ai suoi cavalli di battaglia e di portare un suo pezzo scritto in due ore, piuttosto debole e quindi poco apprezzato. Jessa riceve la visita di Katherine, l'ex moglie di Jeff, che ha deciso di lasciare il marito dopo aver scoperto della sua infatuazione per la ragazza. Katherine cerca, senza successo, di convincere Jessa a tornare al lavoro, chiedendole alla fine se abbia un'idea di cosa davvero vuole dalla vita e dicendole che si merita più di quello che crede. Quando Hannah rientra a casa, di pessimo umore, litiga ferocemente con Marnie: quest'ultima, infatti, comincia a non tollerare più l'egocentrismo dell'amica e confessa di non avere più la forza di sobbarcarsi i problemi di entrambe e in cambio non essere nemmeno ascoltata. Hannah si infuria; la discussione termina con due porte sbattute e la decisione di Marnie di cambiare casa al più presto.

## Il party segreto
- Titolo originale: She Did
- Diretto da: Lena Dunham
- Scritto da: Lena Dunham

### Trama
Marnie si trasferisce da Shoshanna, lasciando così l'intero appartamento ad Hannah, che ha la necessità di trovare presto un coinquilino. Adam si offre di trasferirsi da lei, ma la ragazza temporeggia. Contemporaneamente, le tre ragazze vengono invitate da Jessa ad una festa segreta, di cui non è dato scoprire l'occasione. Quando Marnie, Hannah e Shoshanna arrivano sul luogo del party, scoprono che in realtà il motivo della cerimonia è il matrimonio di Jessa. La ragazza si sposa nientemeno che con Thomas-John: durante le promesse, l'uomo confessa di non aver mai smesso di pensare a Jessa dopo la serata nel suo appartamento, di averla poi cercata e contattata e di averla convinta a uscire con lui, iniziando così una relazione seria. Jessa sembra al settimo cielo, mentre Marnie si sente confusa e ferita: come se non bastasse, al party sono presenti anche Charlie e Audrey. Impulsivamente, la ragazza decide di sedurre Thadd, il testimone dello sposo, come ripicca verso l'ex fidanzato. Anche Shoshanna e Ray si incontrano per la prima volta dopo l'incidente del crack: il ragazzo confessa di non essere mai riuscito a smettere di pensare a quella ragazza strana che aveva dovuto rincorrere, e che qualcosa in Shoshanna misteriosamente lo attira. I due se ne vanno insieme, e Shoshanna perde così la verginità con Ray, avvertendolo di non giocare con i suoi sentimenti. Durante la festa, Hannah incontra Elijah: quando il ragazzo si propone di venire a vivere con lei, la ragazza accetta immediatamente. Quando Adam, anch'esso presente alla festa, lo viene a sapere, prende la notizia molto male: il ragazzo chiede ad Hannah come mai si stia tirando indietro sul loro rapporto, quando invece lui si è impegnato anima e corpo per lei. Nella furia del litigio, Adam viene investito da un'auto e viene portato via con l'ambulanza, ma non vuole che Hannah lo segua in ospedale. Nella conclusione, Hannah torna a casa in metropolitana ma si addormenta, svegliandosi a Coney Island senza più la borsetta; la ragazza raggiunge quindi la spiaggia e banchetta in solitudine con un pezzo di torta nuziale.